# Recommandations adoptées par la Conférence internationale du travail
Pour un article plus général, voir Organisation internationale du travail.
Liste des Recommandations adoptées par la Conférence Internationale du Travail de l'OIT.
- Recommandation no 1 sur le chômage, 1919 (retirée par la CIT - décision du 18 juin 2002)
- Recommandation no 2 sur la réciprocité de traitement, 1919 (retirée par la CIT - décision du 16 juin 2004)
- Recommandation no 3 sur la prévention du charbon, 1919
- Recommandation no 4 sur le saturnisme (femmes et enfants), 1919
- Recommandation no 5 sur l’inspection du travail (services d’hygiène), 1919 (retirée par la CIT - décision du 18 juin 2002)
- Recommandation no 6 sur le phosphore blanc, 1919
- Recommandation no 7 sur la durée du travail (pêche), 1920
- Recommandation no 8 sur la durée du travail (navigation intérieure), 1920
- Recommandation no 9 sur les statuts nationaux des marins, 1920
- Recommandation no 10 sur l’assurance-chômage (marins), 1920
- Recommandation no 11 sur le chômage (agriculture), 1921 (retirée par la CIT - décision du 18 juin 2002)
- Recommandation no 12 sur la protection de la maternité (agriculture), 1921 (retirée par la CIT - décision du 16 juin 2004)
- Recommandation no 13 sur le travail de nuit des femmes (agriculture), 1921
- Recommandation no 14 sur le travail de nuit des enfants et des jeunes (agriculture), 1921
- Recommandation no 15 sur l’enseignement technique (agriculture), 1921 (retirée par la CIT - décision du 18 juin 2002)
- Recommandation no 16 sur le logement et le couchage (agriculture), 1921 (retirée par la CIT - décision du 16 juin 2004)
- Recommandation no 17 sur les assurances sociales (agriculture), 1921
- Recommandation no 18 sur le repos hebdomadaire (commerce), 1921 (retirée par la CIT - décision du 16 juin 2004)
- Recommandation no 19 sur les statistiques des migrations, 1922
- Recommandation no 20 sur l'inspection du travail, 1923
- Recommandation no 21 sur l’utilisation des loisirs, 1924 (retirée par la CIT - décision du 16 juin 2004)
- Recommandation no 22 sur la réparation des accidents du travail (indemnités), 1925
- Recommandation no 23 sur la réparation des accidents du travail (juridiction), 1925
- Recommandation no 24 sur les maladies professionnelles, 1925
- Recommandation no 25 sur l’égalité de traitement (accidents du travail), 1925
- Recommandation no 26 sur la protection des émigrantes à bord des navires, 1926 (retirée par la CIT - décision du 16 juin 2004)
- Recommandation no 27 sur le rapatriement des capitaines et des apprentis, 1926
- Recommandation no 28 sur l'inspection du travail (gens de mer), 1926
- Recommandation no 29 sur l’assurance-maladie, 1927
- Recommandation no 30 sur les méthodes de fixation des salaires minima, 1928
- Recommandation no 31 sur la prévention des accidents du travail, 1929
- Recommandation no 32 sur les dispositifs de sécurité des machines, 1929 (retirée par la CIT - décision du 16 juin 2004)
- Recommandation no 33 sur la protection des dockers contre les accidents (réciprocité), 1929 (retirée par la CIT - décision du 16 juin 2004)
- Recommandation no 34 sur la protection des dockers contre les accidents (consultation      des organisations), 1929 (retirée par la CIT - décision du 16 juin 2004)
- Recommandation no 35 sur la contrainte indirecte au travail, 1930
- Recommandation no 36 sur la réglementation du travail forcé, 1930 (retirée par la CIT -  décision du 16 juin 2004)
- Recommandation no 37 sur la durée du travail (hôtels, etc.), 1930 (retirée par la CIT - décision du 18 juin 2002)
- Recommandation no 38 sur la durée du travail (spectacles, etc.), 1930 (retirée par la CIT - décision du 18 juin 2002)
- Recommandation no 39 sur la durée du travail (hôpitaux, etc.), 1930 (retirée par la CIT - décision du 18 juin 2002)
- Recommandation no 40 sur la protection des dockers contre les accidents (réciprocité), 1932
- Recommandation no 41 sur l’âge minimum (travaux non industriels), 1932
- Recommandation no 42 sur les bureaux de placement, 1933 (retirée par la CIT - décision du 18 juin 2002)
- Recommandation no 43 sur l’assurance-invalidité-vieillesse-décès, 1933 (retirée par la CIT - décision du 16 juin 2004)
- Recommandation no 44 du chômage, 1934
- Recommandation no 45 sur le chômage (jeunes gens), 1935 (retirée par la CIT - décision du 18 juin 2002)
- Recommandation no 46 sur l’élimination du recrutement, 1936 (retirée par la CIT - décision du 16 juin 2004)
- Recommandation no 47 sur les congés payés, 1936
- Recommandation no 48 sur les conditions de séjour des marins dans les ports, 1936
- Recommandation no 49 sur la durée du travail à bord et les effectifs, 1936
- Recommandation no 50 sur les travaux publics (collaboration internationale), 1937 (retirée par la CIT - décision du 18 juin 2002)
- Recommandation no 51 sur les travaux publics (organisation nationale), 1937 (retirée par la CIT - décision du 18 juin 2002)
- Recommandation no 52 sur l’âge minimum (entreprises familiales), 1937
- Recommandation no 53 concernant les prescriptions de sécurité (bâtiment), 1937
- Recommandation no 54 sur l’inspection (bâtiment), 1937 (retirée par la CIT - décision du 18 juin 2002)
- Recommandation no 55 sur la collaboration pour la prévention des accidents (bâtiment), 1937
- Recommandation no 56 sur l’éducation professionnelle (bâtiment), 1937 (retirée par la CIT - décision du 18 juin 2002)
- Recommandation no 57 sur la formation professionnelle, 1939
- Recommandation no 58 sur les contrats de travail (travailleurs indigènes), 1939 (retirée par la CIT - décision du 16 juin 2004)
- Recommandation no 59 sur l’inspection du travail (travailleurs indigènes), 1939 (retirée par la CIT - décision du 18 juin 2002)
- Recommandation no 60 sur l’apprentissage, 1939
- Recommandation no 61 sur les travailleurs migrants, 1939
- Recommandation no 62 sur les travailleurs migrants (collaboration entre États), 1939
- Recommandation no 63 sur les livrets de contrôle (transports par route), 1939 (retirée par la CIT - décision du 18 juin 2002)
- Recommandation no 64 sur le travail de nuit (transports par route), 1939 (retirée par la CIT - décision du 18 juin 2002)
- Recommandation no 65 sur les méthodes de réglementation de la durée du travail(transports par route), 1939 (retirée par la CIT - décision du 18 juin 2002)
- Recommandation no 66 sur les repos (chauffeurs particuliers), 1939 (retirée par la CIT - décision du 18 juin 2002)
- Recommandation no 67 sur la garantie des moyens d’existence, 1944
- Recommandation no 68 sur la sécurité sociale (forces armées), 1944
- Recommandation no 69 sur les soins médicaux, 1944
- Recommandation no 70 sur la politique sociale dans les territoires dépendants, 1944 (retirée par la CIT - décision du 16 juin 2004)
- Recommandation no 71 sur l’emploi (transition de la guerre à la paix), 1944
- Recommandation no 72 sur le service de l’emploi, 1944 (retirée par la CIT - décision du 18 juin 2002)
- Recommandation no 73 sur les travaux publics (organisation nationale), 1944 (retirée par la CIT - décision du 18 juin 2002)
- Recommandation no 74 sur la politique sociale dans les territoires dépendants (dispositions complémentaires), 1945 (retirée par la CIT - décision du 16 juin 2004)
- Recommandation no 75 sur les accords en matière de sécurité sociale des gens de mer, 1946
- Recommandation no 76 sur la fourniture de soins médicaux aux personnes à la charge des gens de mer, 1946
- Recommandation no 77 sur la formation professionnelle des gens de mer, 1946
- Recommandation no 78 concernant la fourniture d’articles de literie, d’ustensiles de table et d’articles divers (équipages de navires), 1946
- Recommandation no 79 sur l’examen médical des enfants et des adolescents, 1946
- Recommandation no 80 sur le travail de nuit des adolescents (travaux non industriels), 1946
- Recommandation no 81 sur l'inspection du travail, 1947
- Recommandation no 82 sur l'inspection du travail (mines et transports), 1947
- Recommandation no 83 sur le service de l’emploi, 1948
- Recommandation no 84 sur les clauses de travail (contrats publics), 1949
- Recommandation no 85 sur la protection du salaire, 1949
- Recommandation no 86 sur les travailleurs migrants (révisée), 1949
- Recommandation no 87 sur l’orientation professionnelle, 1949
- Recommandation no 88 sur la formation professionnelle (adultes), 1950
- Recommandation no 89 sur les méthodes de fixation des salaires minima (agriculture), 1951
- Recommandation no 90 sur l’égalité de rémunération, 1951
- Recommandation no 91 sur les conventions collectives, 1951
- Recommandation no 92 sur la conciliation et l’arbitrage volontaires, 1951
- Recommandation no 93 sur les congés payés (agriculture), 1952
- Recommandation no 94 concernant la collaboration sur le plan de l’entreprise, 1952
- Recommandation no 95 sur la protection de la maternité, 1952
- Recommandation no 96 sur l’âge minimum dans les mines de charbon, 1953(retirée par la CIT - décision du 16 juin 2004)
- Recommandation no 97 sur la protection de la santé des travailleurs, 1953
- Recommandation no 98 sur les congés payés, 1954
- Recommandation no 99 sur l’adaptation et la réadaptation professionnelles des invalides, 1955
- Recommandation no 100 sur la protection des travailleurs migrants (pays insuffisamment développés), 1955
- Recommandation no 101 sur la formation professionnelle (agriculture), 1956
- Recommandation no 102 sur les services sociaux, 1956
- Recommandation no 103 sur le repos hebdomadaire (commerce et bureaux), 1957
- Recommandation no 104 relative aux populations aborigènes et tribales, 1957
- Recommandation no 105 sur les pharmacies à bord, 1958
- Recommandation no 106 sur les consultations médicales en mer, 1958
- Recommandation no 107 sur l’engagement des gens de mer (navires étrangers), 1958
- Recommandation no 108 sur les conditions de vie, de travail et de sécurité des gens de mer, 1958
- Recommandation no 109 sur les salaires, la durée du travail à bord et les effectifs, 1958
- Recommandation no 110 sur les plantations, 1958
- Recommandation no 111 concernant la discrimination (emploi et profession), 1958
- Recommandation no 112 sur les services de médecine du travail, 1959
- Recommandation no 113 sur la consultation aux échelons industriel et national, 1960
- Recommandation no 114 sur la protection contre les radiations, 1960
- Recommandation no 115 sur le logement des travailleurs, 1961
- Recommandation no 116 sur la réduction de la durée du travail, 1962
- Recommandation no 117 sur la formation professionnelle, 1962
- Recommandation no 118 sur la protection des machines, 1963
- Recommandation no 119 sur la cessation de la relation de travail, 1963
- Recommandation no 120 sur l’hygiène (commerce et bureaux), 1964
- Recommandation no 121 sur les prestations en cas d’accidents du travail et de maladies professionnelles, 1964
- Recommandation no 122 sur la politique de l’emploi, 1964
- Recommandation no 123 sur l’emploi des femmes ayant des responsabilités familiales, 1965
- Recommandation no 124 sur l’âge minimum (travaux souterrains), 1965
- Recommandation no 125 sur les conditions d’emploi des adolescents (travaux souterrains), 1965
- Recommandation no 126 sur la formation professionnelle des pêcheurs, 1966
- Recommandation no 127 sur les coopératives (pays en voie de développement), 1966
- Recommandation no 128 sur le poids maximum, 1967
- Recommandation no 129 sur les communications dans l’entreprise, 1967
- Recommandation no 130 sur l’examen des réclamations, 1967
- Recommandation no 131 concernant les prestations d’invalidité, de vieillesse et de survivants, 1967
- Recommandation no 132 relative aux fermiers et métayers, 1968
- Recommandation no 133 sur l'inspection du travail (agriculture), 1969
- Recommandation no 134 concernant les soins médicaux et les indemnités de maladie, 1969
- Recommandation no 135 sur la fixation des salaires minima, 1970
- Recommandation no 136 sur les programmes spéciaux pour la jeunesse, 1970
- Recommandation no 137 sur la formation professionnelle des gens de mer, 1970
- Recommandation no 138 sur le bien-être des gens de mer, 1970
- Recommandation no 139 sur l’emploi des gens de mer (évolution technique), 1970
- Recommandation no 140 sur le logement des équipages (climatisation), 1970
- Recommandation no 141 sur le logement des équipages (lutte contre le bruit), 1970
- Recommandation no 142 sur la prévention des accidents (gens de mer), 1970
- Recommandation no 143 concernant les représentants des travailleurs, 1971
- Recommandation no 144 sur le benzène, 1971
- Recommandation no 145 sur le travail dans les ports, 1973
- Recommandation no 146 sur l’âge minimum, 1973
- Recommandation no 147 sur le cancer professionnel, 1974
- Recommandation no 148 sur le congé-éducation payé, 1974
- Recommandation no 149 sur les organisations de travailleurs ruraux, 1975
- Recommandation no 150 sur la mise en valeur des ressources humaines, 1975
- Recommandation no 151 sur les travailleurs migrants, 1975
- Recommandation no 152 sur les consultations tripartites relatives aux activités de l’Organisation internationale du Travail, 1976
- Recommandation no 153 sur la protection des jeunes marins, 1976
- Recommandation no 154 sur la continuité de l’emploi (gens de mer), 1976
- Recommandation no 155 sur la marine marchande (amélioration des normes), 1976
- Recommandation no 156 sur le milieu de travail (pollution de l'air, bruit et vibrations), 1977
- Recommandation no 157 sur le personnel infirmier, 1977
- Recommandation no 158 sur l’administration du travail, 1978
- Recommandation no 159 sur les relations de travail dans la fonction publique, 1978
- Recommandation no 160 sur la sécurité et l'hygiène dans les manutentions portuaires, 1979
- Recommandation no 161 sur la durée du travail et les périodes de repos (transports routiers), 1979
- Recommandation no 162 sur les travailleurs âgés, 1980
- Recommandation no 163 sur la négociation collective, 1981
- Recommandation no 164 sur la sécurité et la santé des travailleurs, 1981
- Recommandation no 165 sur les travailleurs ayant des responsabilités familiales, 1981
- Recommandation no 166 sur le licenciement, 1982
- Recommandation no 167 sur la conservation des droits en matière de sécurité sociale, 1983
- Recommandation no 168 sur la réadaptation professionnelle et l’emploi des personnes handicapées, 1983
- Recommandation no 169 concernant la politique de l’emploi (dispositions complémentaires), 1984
- Recommandation no 170 sur les statistiques du travail, 1985
- Recommandation no 171 sur les services de santé au travail, 1985
- Recommandation no 172 sur l'amiante, 1986
- Recommandation no 173 sur le bien-être des gens de mer, 1987
- Recommandation no 174 sur le rapatriement des marins, 1987
- Recommandation no 175 sur la sécurité et la santé dans la construction, 1988
- Recommandation no 176 sur la promotion de l’emploi et la protection contre le chômage, 1988
- Recommandation no 177 sur les produits chimiques, 1990
- Recommandation no 178 sur le travail de nuit, 1990
- Recommandation no 179 sur les conditions de travail dans les hôtels et restaurants, 1991
- Recommandation no 180 sur la protection des créances des travailleurs en cas d.insolvabilité de leur employeur, 1992
- Recommandation no 181 sur la prévention des accidents industriels majeurs, 1993
- Recommandation no 182 sur le travail à temps partiel, 1994
- Recommandation no 183 sur la sécurité et la santé dans les mines, 1995
- Recommandation no 184 sur le travail à domicile, 1996
- Recommandation no 185 sur l'inspection du travail (gens de mer), 1996
- Recommandation no 186 sur le recrutement et le placement des gens de mer, 1996
- Recommandation no 187 sur les salaires et la durée du travail des gens de mer et les effectifs des navires, 1996
- Recommandation no 188 sur les agences d’emploi privées, 1997
- Recommandation no 189 sur la création d’emplois dans les petites et moyennes entreprises, 1998
- Recommandation no 190 sur les pires formes de travail des enfants, 1999
- Recommandation no 191 sur la protection de la maternité, 2000
- Recommandation no 192 sur la sécurité et la santé dans l'agriculture, 2001
- Recommandation no 193 sur la promotion des coopératives, 2002
- Recommandation no 194 sur la liste des maladies professionnelles, 2002
- Recommandation no 195 sur la mise en valeur des ressources humaines, 2004
- Recommandation no 197 sur le cadre promotionnel pour la sécurité et la santé au travail, 2006
- Recommandation no 198 sur la relation de travail, 2006
- Recommandation no 199 sur le travail dans la pêche, 2009
- Recommandation no 200 sur le VIH et le sida, 2010
- Recommandation no 201 sur les travailleuses et travailleurs domestiques, 2011